# Pherbellia patagonensis
Pherbellia patagonensis är en tvåvingeart som först beskrevs av Macquart 1851.  Pherbellia patagonensis ingår i släktet Pherbellia och familjen kärrflugor. Inga underarter finns listade i Catalogue of Life.